# Martí Royo i Tàrraga

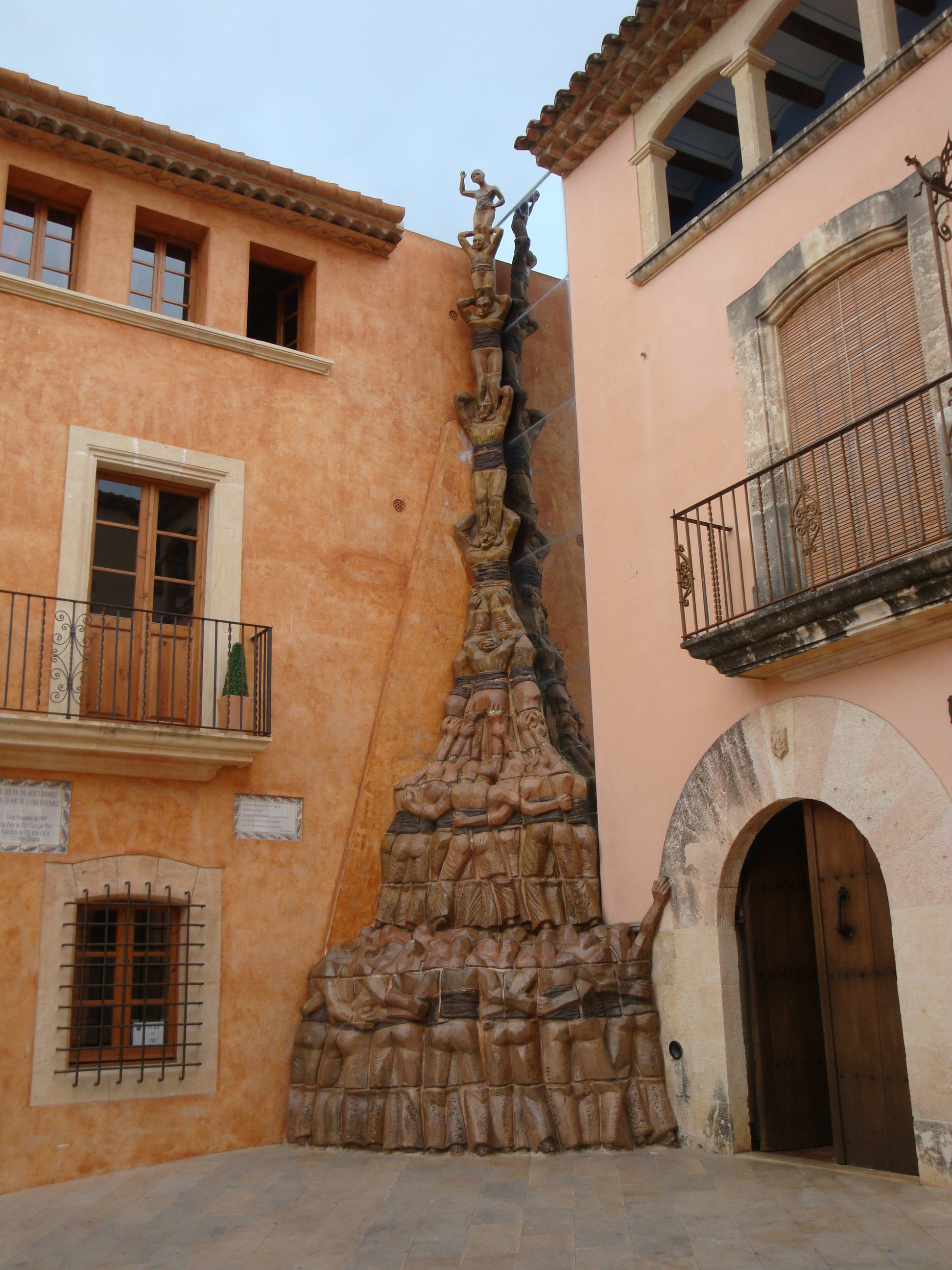
Martí Royo. Pilar de vuit,1989. Plaça del Pou, Altafulla.

Martí Royo i Tàrraga (Hospitalet de Llobregat, 20 de gener de 1949 - Altafulla, 18 de juliol de 1997) fou un ceramista i escultor amb taller a Altafulla.
Autor arrelat en la ceràmica tradicional i, alhora, interessat en les tendències de la ceràmica contemporànea. Va destacar en l'experimentació i la pedagogia de la tècnica raku, procediment d'origen oriental, basat en una saviesa profunda i atzarosa en la cuita del fang. Va fer ceràmica d'ús tradicional, ceràmica artística, escultures, dibuixos, gravats i obres destinades a l'espai públic. A nivell teòric, va relacionar els processos ceràmics amb les formacions geològiques i, a nivell pràctic, es va inspirar en formes de la natura i en la ceràmica primitiva per realitzar peces i instal·lacions.

## Biografia
Martí Royo va viure a Altafulla des dels quatre anys fins a la seva mort. Es va formar amb la iniciació del pintor local Josep Buyreu. Va assisitir a l'Escola Taller d'art de Tarragona (1965-67). Després ingressà a l'Escola Superior de Belles Arts de Sant Jordi de Barcelona (1966 -1969), d'on retornà a l'Escola Taller d'Art de Tarragona (1969 - 1973) atret pel professor i ceramista Ramon Carreté. Va seguir, de manera autodidacta, els models i publicacions de Josep Llorenç Artigas, el mestratge dels darrers terrisaires tradicionals amb visites a La Bisbal, Verdú, La Selva, Miravet i Torredembarra, i l'observació de ceramistes i escultors contemporanis.
El treball personal va començar amb gerres tornejades, vasos i bols, en els quals aconseguí perícia tècnica. Són les obres de la primera meitat dels anys setanta, fins que, amb la sèrie Fantasmagòries (1975), trencà l'ortodòxia dels models tradicionals de la ceràmica, abandonà la puresa de formes i contorns, així com la lògica simètrica del torn, explorant les possibilitats expressives de la deformació i les qualitats volumètriques i escultòriques.
Després d'aquesta experiència de finalitats expressives, Martí Royo va desenvolupar altres recursos en la ceràmica. En són exemples els emmotllats sobre el cos humà; obres pensades per provocar sensacions tàctils; peces inspirades en formes d'ocells, peixos i elements marins i la sèrie de ceràmiques sense boca
Entre 1979 i 1983, tenen lloc les seves estades a la Fàbrica de Ceràmica de Sargadelos on va aconseguir una beca per ampliar coneixements sobre tècniques i materials, química aplicada a la ceràmica i construcció de forns. Allí practicà amb la porcellana, el neriage i el raku. Amb els treballs fet realitzà exposicions a les Galerias de Sargadelos a Santiago de Compostel·la i a Madrid.
Com a contraposició a l'ofici complex i codificat que havia volgut dominar, Martí Royo es va proposar tornar als orígens, cosa que feu amb l'Experiència de Ceràmica Primitiva a Alcover, el 1983. Allí va experimentar les seves idees pedagògiques i s'afirmà en la via creativa orientada per processos i finalitats ancestrals, simples i naturals. Va fer un curs intensiu a un grup d'alumnes, al mig de la natura, on varen recollir terres, construir un torn i diferents forns, varen modelar peces i les van coure fins a completar tot el procés de treball.
A mitjans de la dècada dels vuitanta treballà influït per les tendències europées dels Nous Arqueologismes i la proximitat als escultors del moviment de la Nova Escultura Catalana. Interessat per la interacció entre la ceràmica i l'escultura, elaborà una sèrie de peces que deixaven de banda els contenidors i els models ceràmics tradicionals. Modelà i realitzà amb raku, peces esfèriques i sense boca (meteorits), altres còniques i fusiformes que recordaven banyes, oials, bastons de comandament, ossos desgastats o eines primitives. Presentà les obres en sèries combinades amb ferro forjat, pedres, sorra i altres materials, introduint el concepte d'instal·lació. Són obres que assoleixen un punt àlgid en la valoració dels experts.
En paral·lel a la ceràmica artística i l'escultura, Marti Royo sempre va produir ceramica popular. Va fer multitud de plafons i murals decoratius, rétols de botigues, mosaics, decoracions de façanes, etc. que són visibles fàcilment als carrers i establiments de Torredembarra i Altafulla.
Martí Royo va morir als 48 anys en plenitud creativa. El ceramista es relacionava afectivament amb les persones del seu entorn físic i professional. Com a veí del poble d'Altafulla, interlocutor d'intel·lectuals de Reus i Tarragona i de ceramistes catalans i espanyols, va deixar un rastre que es va fer patent després de la seva mort quan se li van dedicar diversos homenatges i exposicions. La Diputació de Tarragona va patrocinar una beca d'estudi el 2010 i la posterior publicació d'una monografia.

## Tècnica i concepte

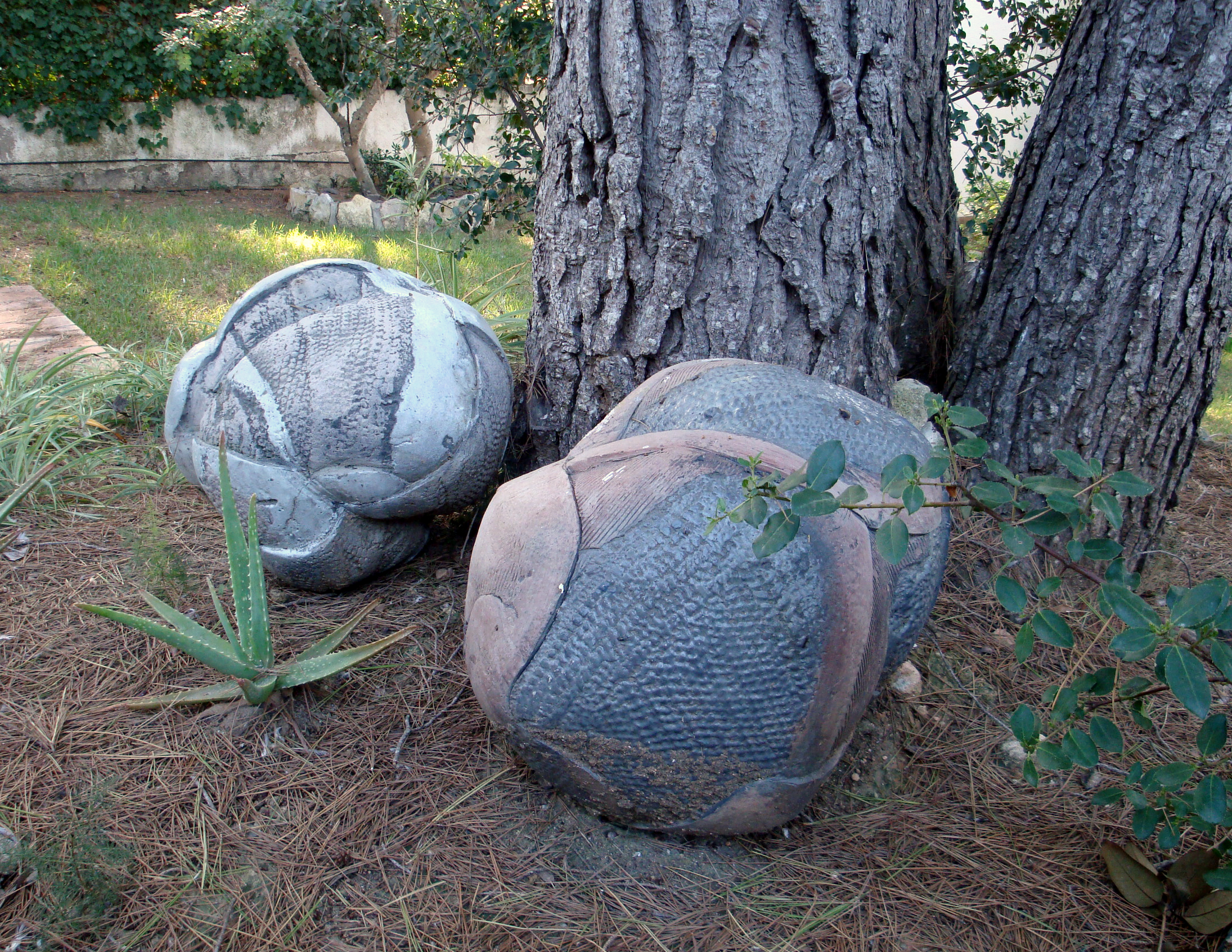
Meteòrits, 1985. Peces de tècnica raku a jardins d'Altafulla.

A Martí Royo l'atreien els models de la ceràmica primitiva i tradicional, les formes orgàniques inspirades en la natura, la sensualitat de la matèria i la forma. Observava la força dels elements naturals (aigua, aire, terra i foc) que pretenia manipular com un xaman en la pràctica artistica. S'interessava per la reflexió teòrica i pels valors transcendents dels objectes artístics. Va fer una obra diversa que respon a etapes ben definides, obra la qual es preocupà de mostrar i documentar en exposicions individuals i col·lectives i en l'edició de catàlegs.
«Entre tots els camins que la vida m'ha ofert, he escollit el de terrissaire, altrament anomenat "ceramista", mot que dona a entendre que el titular posseeix uns coneixements tècnics o teòrics superiors als d'un cantirer, o si voleu "argilaire", tal com em va batejar el meu estimat amic Jaume Vidal Alcover, inventor de poemes i de paraules. Ja fa anys que vaig emprendre aquest camí i, encara ara, tot pastant fang, em pregunto sovint com és que em trobo fent ceràmica en plena era de l'espai, de la tecnologia, de la velocitat i de la pressa».
Martí Royo es considera una figura destacada en la introducció del raku a Catalunya i a Espanya. Es va iniciar amb Xavier Toubes, ceramista gallec resident als Estats Units, que va conèixer a Sargadelos, amb altres ceramistes americans i japonesos i amb les publicacions del ceramista britànic Bernard Leach. Va projectar modalitats de forns i processos per a aquesta tècnica i va explorar la utilització de diferents combustibles. 
Tampoco es artista de horno comprado y esmaltes enlatados, por el contrario sigue nuestra tradición histórica de observación de fenómenos. Construye y cuece sus propios hornos, prepara sus pastas y formula sus propios esmaltes como lo hicieron Lucca della Robia o Picopalso.

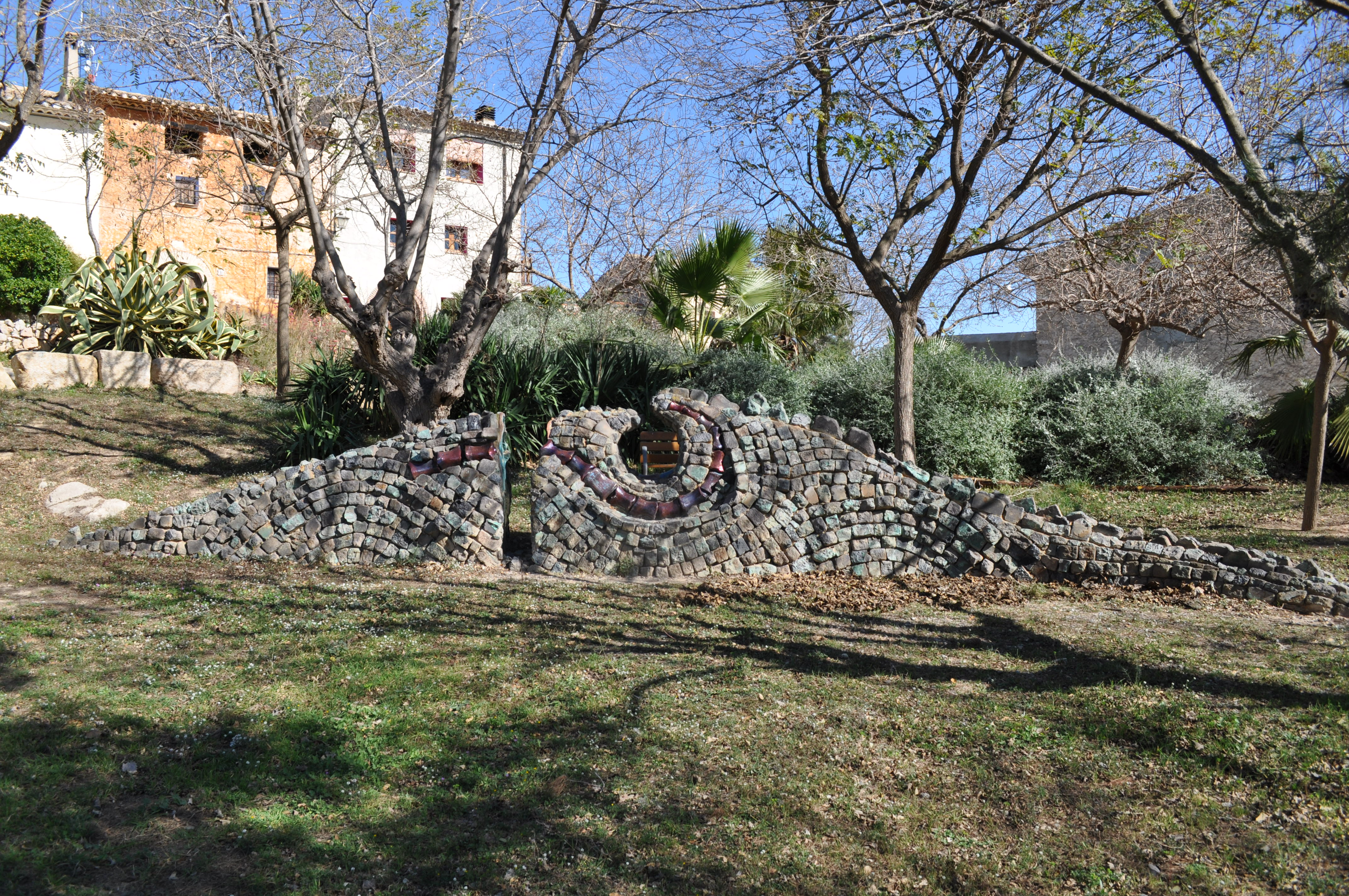
Drac de Vespella, 1995. Plaça del Pujol. Vespella de Gaià. Fotografia JMRS

Va ensenyar els seus coneixements d'aquesta tècnica en gran nombre de cursos a escoles d'art, escoles de ceràmica i centre culturals. Encara hi ha ceramistes que actualment practiquen el raku, que van iniciar-se en els cursets de Martí Royo i recorden o utilitzen els seus recursos i forns. En els tallers actius explicava les seves idees sobre la ceràmica raku: la tècnica, el concepte i els valors espirituals d'aquest art.

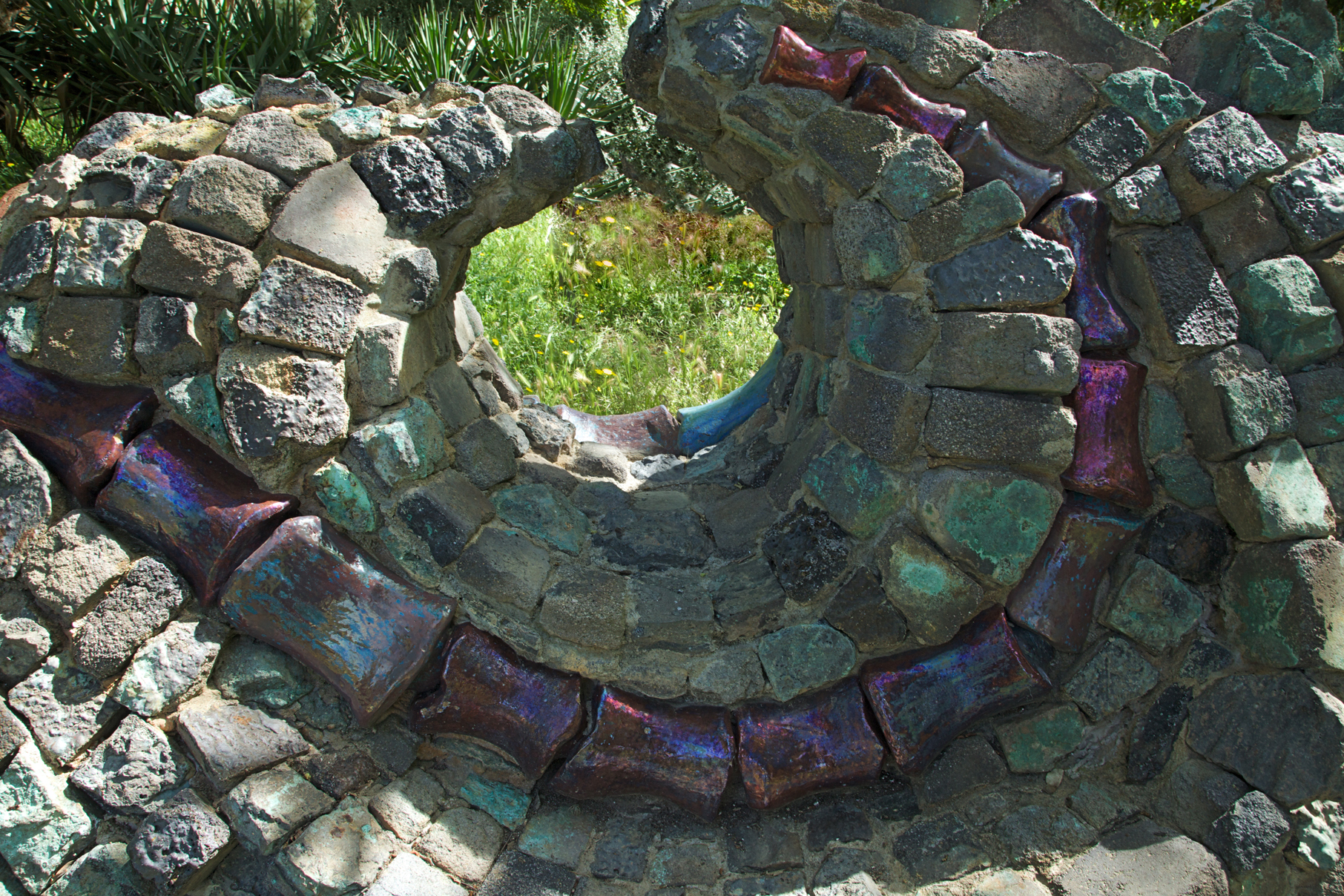
Drac de Vespella, 1995. Detall. Fotografia JMRS

«(...) l'autor utilitza conjuntament el refractari, la porcellana i el gres. El raku és una forma rural de fer ceràmica, unida a la vida serena del camp, que no s'adapta a l'agitada vida urbana i que Royo, que viu en un petit poble costaner, practica sistemàticament. Les formes i textures que s'obtenen amb aquesta tècnica no són convencionals, els contorns són irregulars i les superfícies rugoses, denoten un cert informalisme controlat, que encaixa perfectament amb l'esperit creatiu d'aquest artista».